# Lars-Christian Koch
Lars-Christian Koch (* 1959 in Peine) ist ein deutscher Musikethnologe, Musikwissenschaftler und Museumsleiter. Seit 2018 ist er Direktor des Ethnologischen Museums und des Museums für Asiatische Kunst im Berliner Humboldt Forum.

## Leben und Wirken
Nach einem Studium der Ethnologie, Musikwissenschaft und Vergleichenden Religionswissenschaft, das er 1985 mit dem M.A. abschloss, begab sich Koch zu Forschungsreisen und Studium nach Indien, wo er sich in indischer Musik ausbildete. Er promovierte 1994 im Fach Musikwissenschaft mit seiner Dissertation Zur Bedeutung der Rasa-Lehre für die zeitgenössische nordindische Kunstmusik, mit einem Vergleich mit der Affektenlehre des 17. und 18. Jahrhunderts an der Rheinischen Friedrich-Wilhelms-Universität Bonn. Von 1995 bis 1997 absolvierte er ein Volontariat im Linden-Museum Stuttgart. 
Von 1999 bis 2002 arbeitete Koch als wissenschaftlicher Mitarbeiter am Musikwissenschaftlichen Institut der Universität zu Köln, wo er 2002 mit einer Arbeit zu den Liedern Rabindranath Tagores im Fach Musikethnologie habilitiert wurde. Ab 2003 leitete er die Abteilung Medien – Musikethnologie, Berliner Phonogramm-Archiv und Visuelle Anthropologie des Ethnologischen Museums Berlin. Koch ist außerplanmäßiger Professor für Musikethnologie an der Universität zu Köln und Honorarprofessor an der Universität der Künste Berlin. An den Universitäten Wien und Chicago übernahm Koch Gastprofessuren.
Mehr als 30 Jahre führte Koch ethnologische Forschungen in Indien und Südkorea durch. Seine Forschungsschwerpunkte sind Theorie und Praxis der nordindischen Musik, Instrumentenkunde unter besonderer Berücksichtigung des Instrumentenbaus, audiovisuelle Medien in kulturellen Kontexten, Popular-Musik und urbane Kultur, musikalische Interpretationen im historischen Kontext sowie Musikarchäologie. Von 2012 bis 2016 leitete er das DFG-geförderte Forschungsprojekt Erschließung und Digitalisierung der Tonaufnahmen der Preußischen Phonographischen Kommission 1915–1918.
Nach der Pensionierung der Direktorin Viola König Ende 2017 übernahm Koch zunächst die kommissarische Leitung des Ethnologischen Museums in Berlin. Am 19. März 2018 wählte der Stiftungsrat der Stiftung Preußischer Kulturbesitz Koch nach erfolgter Ausschreibung zum Sammlungsleiter des im Aufbau befindlichen Humboldt-Forums in Berlin, nachdem die zunächst berufene Ethnologin Inés de Castro, Direktorin des Stuttgarter Linden-Museums, abgesagt hatte. Zusätzlich zur Leitung des Ethnologischen Museums übernahm Koch im Oktober 2018 den Direktorenposten des Museums für Asiatische Kunst. Beide Museen befinden sich seit 2021 im Humboldt-Forum im rekonstruierten Berliner Schloss.
Koch ist für die Berliner Gesellschaft für Anthropologie, Ethnologie und Urgeschichte der Herausgeber der Zeitschrift für Ethnologie (ZfE).

## Ehrungen und Auszeichnungen
Koch erhielt 2012 für seine „herausragende Publikationstätigkeit“ zusammen mit Susanne Ziegler den Bruno Nettl Prize der Society for Ethnomusicology.

## Kuratierte Sonderausstellungen
- 1996/1997: Mit Haut und Haar. Die Welt der Lauteninstrumente. Linden-Museum, Stuttgart
- 2007: ABC der Töne (im Rahmen des Wissenschaftsjahres 2007 Die Geisteswissenschaften. ABC der Menschheit im Ethnologischen Museum Berlin)
- 2011: Ausstellung in der Humboldt-Box (MusikWeltKarte, Klanginstallation, Klang-Memory)
- 2013: LAB Probebühne Musik sehen
- 2014: LAB Probebühne Musik Hören
- 2014: LAB Probebühne Making of...Instrumentenbau
- 2014: Phonographierte Klänge – Photographierte Momente. Ton- und Bilddokumente aus deutschen Kriegsgefangenenlagern im Ersten Weltkrieg (in Kooperation mit dem Museum Europäischer Kulturen)
- 2018: [laut] – Die Welt hören, Humboldt-Box

## Publikationen
- Die ethnischen Varianten des „Krankseins“. Krankheitsvorstellungen und Krankheitsverhalten in Stammeskulturen (Mundus-Reihe Ethnologie). Mundus, Bonn 1986, ISBN 978-3-926216-05-2; 2. Auflage, Holos, Bonn 1988, ISBN 978-3-926216-05-2.
- Zur Bedeutung der Rasa-Lehre für die zeitgenössische nordindische Kunstmusik, mit einem Vergleich mit der Affektenlehre des 17. und 18. Jahrhunderts (Ravīndra Dhvani Band 2). Holos, Bonn 1995, ISBN 978-3-86097-391-2 (zugleich Dissertation Rheinische Friedrich-Wilhelms-Universität Bonn 1993).
- mit Raimund Vogels: „Mit Haut und Haar“. Die Welt der Lauteninstrumente (Begleitbuch zur Sonderausstellung im Linden-Museum Stuttgart) Linden-Museum, Stuttgart 1996.
- mit Albrecht Wiedmann, Susanne Ziegler: The Berlin Phonogramm-Archiv: A treasury of sound recordings. (PDF; 166 kB) In: Acoustical science and technology, 25, Heft 4, 2004, S. 227–231, doi:10.1250/ast.25.227, ISSN 1346-3969
- Musikethnologie zwischen Wiederaufbau und Vergessen. In: Wolfgang Auhagen, Thomas Schipperges, Dörte Schmidt, Bernd Sponheuer (Hrsg.): Musikwissenschaft Nachkriegskultur Vergangenheitspolitik. (Mannheimer Manieren, Band 4). Olms, Hildesheim 2017, S. 147–169.
- Sitar and Surbahar Manufacturing. The Tradition of Kanailal & Brother, Kolkata. (Veröffentlichung des Ethnologischen Museums Berlin. Neue Folge, Band 80). Ethnologisches Museum, Staatliche Museen zu Berlin, Berlin 2011.
- My heart sings. Die Lieder Rabindranath Tagores zwischen Tradition und Moderne. (KlangKulturStudien, Band 5). Lit, Berlin/Münster 2012, ISBN 978-3-643-10800-5 (zugleich Habilitationsschrift Universität zu Köln).
- Images of sound: Erich M. von Hornbostel and the Berlin School. In: Philip V. Bohlman (Hrsg.): The Cambridge History of World Music (Part of The Cambridge History of Music). Cambridge University Press, Cambridge 2013, S. 475–498.
- Mobilität und Kulturtransfer in Prozessen musikkultureller Migrationen zwischen Europa und Südasien. In: Sabine Ehrmann-Herfort, Silke Leopold (Hrsg.): Migration und Identität – Wanderbewegungen und Kulturkontakte in der Musikgeschichte. (Analecta musicologica – Veröffentlichungen der Musikgeschichtlichen Abteilung des Deutschen Historischen Instituts in Rom, Band 49). Bärenreiter, Kassel 2013, S. 242–255.
- mit Ricardo Eichmann (Hrsg.): Musikarchäologie. Klänge der Vergangenheit (= Archäologie in Deutschland, Sonderheft 7). Konrad Theiss, Darmstadt 2015, ISBN 978-3-8062-3007-9.
- Musikethnologie. wbg Academic, Darmstadt 2020, ISBN 978-3-534-27140-5.